# Louise Emmons (actrice)
Ne doit pas être confondu avec Louise Emmons.
Louise Emmons est une actrice américaine née le 7 janvier 1858 à Yuba City, et morte le 6 mars 1935 à Hollywood.

## Filmographie partielle
- 1914 : The Last Egyptian de J. Farrell MacDonald
- 1914 : His Majesty, the Scarecrow of Oz de Lyman Frank Baum
- 1916 : The Grasp of Greed de Joseph De Grasse
- 1916 : The Stronger Love de Frank Lloyd
- 1917 : Polly Redhead de Jack Conway
- 1918 : Pour les beaux yeux de Mary (The Eyes of Julia Deep) de Lloyd Ingraham
- 1920 : À ton bonheur (Flames of the Flesh) d'Edward LeSaint
- 1922 : White Eagle (en) de Fred Jackman et W. S. Van Dyke
- 1922 : L'Émeraude fatale (The Green Temptation) de William Desmond Taylor
- 1922 : Folies de femmes (Foolish Wives) d'Erich von Stroheim
- 1922 : Arènes sanglantes (Blood and Sand) de Fred Niblo
- 1923 : Les Dix Commandements (The Ten Commandments) de Cecil B. DeMille
- 1923 : Les Trois Âges (Three Agees) de Buster Keaton et Edward F. Cline
- 1926 : L'Oiseau noir (The Blackbird) de Tod Browning
- 1927 : L'Ennemie (The Enemy) de Fred Niblo
- 1927 : Le Roi des rois (The King of Kings) de Cecil B. DeMille
- 1933 : King Kong de Merian C. Cooper et Ernest B. Schoedsack
- 1934 : Les Amants fugitifs (Fugitive Lovers) de Richard Boleslawski
- 1935 : La Marque du vampire (Mark of the Vampire) de Tod Browning